# Antonio Maria Ambrogi
Anton Maria Ambrogi, S.J. (Firenze, 13 giugno 1713 – Roma, 11 febbraio 1788), è stato un letterato e latinista italiano.

## Biografia
Gesuita, fu professore di retorica prima a Firenze e poi, dal 1756 al 1772, al Collegio Romano. Fu direttore del museo kircheriano in sostituzione del confratello Contuccio Contucci. Contribuì al teatro gesuitico con due tragedie di argomento biblico (La morte di Gionata Maccabeo, Firenze 1755, e il Gioàs, ivi 1755) e con la commedia, rimasta inedita, ma rappresentata più volte, Φλυαροκολαστής, il punitor de' goffi o Parmenone; morì a Roma l'11 febbraio del 1788. Ambrogi è noto soprattutto per la traduzione delle tragedie di Voltaire, pubblicata anonima, col titolo Tragedie del Signor di Voltaire adattate all'uso del teatro italiano (Firenze 1752), per la traduzione dell'Opera omnia di Virgilio, di cui curò una magnifica edizione in tre volumi in-folio (Roma 1763-65), arricchita di note critiche, varianti testuali e illustrazioni e per la traduzione delle Lettere scelte di Cicerone con note (Roma 1780).

## Opere
- (LA) Antonio Maria Ambrogi, P. Virgilii Maronis Bucolica Georgica et Aeneis: Ex Cod. Mediceo-Laurentiano descripta, vol. 1, Romae, Excudebat Joannes Zempel prope Montem Jordanum Venantii Monaldini Bibliopolae sumptibus, 1763. URL consultato il 20 maggio 2019.
- (LA) Antonio Maria Ambrogi, P. Virgilii Maronis Bucolica Georgica et Aeneis: Ex Cod. Mediceo-Laurentiano descripta, vol. 2, Romae, Excudebat Joannes Zempel prope Montem Jordanum Venantii Monaldini Bibliopolae sumptibus, 1764. URL consultato il 20 maggio 2019.
- (LA) Antonio Maria Ambrogi, P. Virgilii Maronis Bucolica Georgica et Aeneis: Ex Cod. Mediceo-Laurentiano descripta, vol. 3, Romae, Excudebat Joannes Zempel prope Montem Jordanum Venantii Monaldini Bibliopolae sumptibus, 1765. URL consultato il 20 maggio 2019.
- Le tragedie del signor di Voltaire adattate all'uso del teatro italiano, Firenze 1752
- Antonio Maria Ambrogi, Le Lettere scelte di M. Tullio Cicerone, tradotte nell'italiano dall'abate Antonio Ambrogi, etc., Roma, nella stamperia di Giovanni Zempel, 1780. URL consultato il 20 maggio 2019.